# Maarten Vunderink

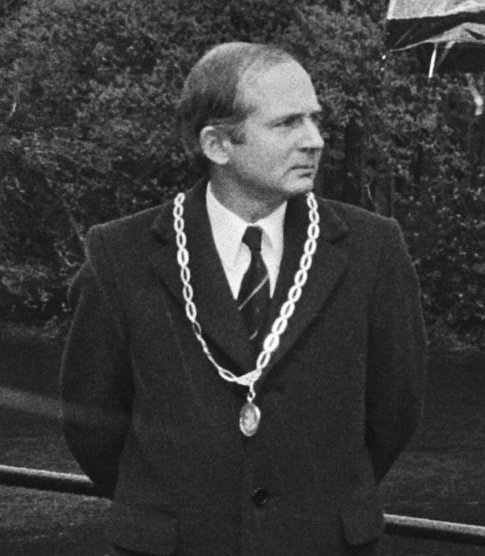
Burgemeester M. Vunderink (1978)

Maarten Vunderink (Semarang, 9 februari 1937) is een Nederlands politicus van de VVD.
Hij is geboren in toenmalig Nederlands-Indië. Nadat hij aan de Rijksuniversiteit Leiden afgestudeerd was in de rechten werkte hij van 1965 tot 1974 bij het ministerie van buitenlandse zaken. In dat laatste jaar werd Vunderink benoemd tot burgemeester van de Gelderse gemeente Vorden. Begin 1988 volgde zijn benoeming tot burgemeester van Borne die daar leidde tot een lokaal conflict die landelijk de pers haalde. De CDA-fractie in de Bornse gemeenteraad eiste dat vanwege de benoeming van een VVD-burgemeester een VVD-wethouder zou worden vervangen door een CDA'er. Begin 1998 ging hij vervroegd met pensioen.